# Onthophagus palawanicus
Onthophagus palawanicus là một loài bọ cánh cứng trong họ Bọ hung (Scarabaeidae).